# Charles Platon
Charles Platon, född 19 september 1886 i Pujols (Gironde), död 28 augusti 1944 i Valojoulx (Dordogne), var en fransk amiral och politiker.